# بیدهای ارتشی
بیدهای ارتشی (نام علمی: Spodoptera) نام یک سرده از خانواده شاپرکان جغدی است.